# Leptoseps poilani
Espèce
Synonymes
- Siaphos poilani Bourret, 1937

Leptoseps poilani est une espèce de sauriens de la famille des Scincidae.

## Répartition
Cette espèce est endémique du Centre de la cordillère annamitique au Viêt Nam.

## Étymologie
Cette espèce est nommée en l'honneur d'Eugène Poilane (1887–1964).

## Publication originale
- Bourret, 1937 : Notes herpétologiques sur l’Indochine française. XV. Lézards et serpents reçu au laboratoire des Sciences Naturelles de l’Université au cours de l’année 1937. Descriptions de deux espèces et de deux variétés nouvelles. Bulletin Général de l’Instruction Publique 5. Gouvernement Général de l’Indochine, p. 57-82.